# تين وين أونغ
تين وين أونغ (بالبورمية: တင်ဝင်းအောင်)‏ هو لاعب كرة قدم ميانماري في مركز الوسط، ولد في 14 أبريل 1992 في ميانمار. شارك مع منتخب ميانمار لكرة القدم. أما مع النوادي، فقد لعب مع نادي ياداناربون ونادي يانغون يونايتد.

## وصلات خارجية
- تين وين أونغ على موقع قاعدة بيانات كرة القدم.إي يو (الإنجليزية)
- تين وين أونغ على موقع ناشيونال فوتبول تيمز (الإنجليزية)
- تين وين أونغ على موقع Soccerway.com (الإنجليزية)